# ناامید از عشق
ناامید از عشق (به انگلیسی: Desperate for Love) تله‌فیلمی محصول سال ۱۹۸۹ و به کارگردانی مایکل تاچنر است. در این فیلم بازیگرانی همچون کریستین اسلیتر، تامی لورن، برایان بلوم، ورونیکا کارترایت، اسکات پولین و ایمی اونیل ایفای نقش کرده‌اند.